# Huldigung der Bürger der Neustadt Hanau beim Grafen Philipp Ludwig II.
Die Huldigung der Bürger der Neustadt Hanau beim Grafen Philipp Ludwig II. ist ein monumentales Historien- und Wandgemälde, das Reinhold Ewald (1890–1974) für das Treppenhaus von Schloss Philippsruhe in Hanau 1956 geschaffen hat.

## Kontext
An der Wende vom 16. zum 17. Jahrhundert ließ Graf Philipp Ludwig II. von Hanau-Münzenberg (1576–1612) vor den Toren seiner Residenzstadt Hanau eine Planstadt anlegen, die Hanauer Neustadt, in der sich vornehmlich reformierte Glaubensflüchtlinge aus Frankreich und den Spanischen Niederlanden niederließen.
Das Schloss Philippsruhe wurde in mehreren Bauphasen gestaltet – zunächst am Anfang des 18. Jahrhunderts als Sommerschloss des Grafen von Hanau, dann 1875 und 1880 als Wohnschloss durch den damaligen Landgrafen von Hessen(-Kassel). Nach der Zerstörung der Hanauer Innenstadt – und damit auch des Rathauses – im Zweiten Weltkrieg war das Schloss im randlich gelegenen Stadtteil Hanau-Kesselstadt eines der wenigen weitgehend unbeschädigten großen Gebäude in der Stadt. Es diente deshalb von 1945 bis 1964 als Rathaus. In dieser Zeit wurde das Gemälde dort angebracht und alle Besucher des provisorischen Rathauses nutzten die Treppe. Heute befindet sich im Schloss Philippsruhe das Historische Museum der Stadt Hanau. Das repräsentative Gemälde war eine künstlerische Selbstvergewisserung der zerstörten Stadt in Rückbezug auf ihre Geschichte und der Wiederaufbau der Stadt nach dem Zweiten Weltkrieg [wird] gewissermaßen als „Neustadt Hanau 2.0“ evoziert.

## Gemälde

### Technik
Das Gemälde besteht aus 12 Einzelteilen, die jedes für sich auf eine Leinwand gemalt und anschließend im Haupttreppenhaus des Schlosses Philippsruhe zusammengesetzt an die Wand montiert wurden. Insgesamt hat das Gemälde die Maße von 3,35 × 6,85 m.

### Inhalt

#### Ebene 17. Jahrhundert

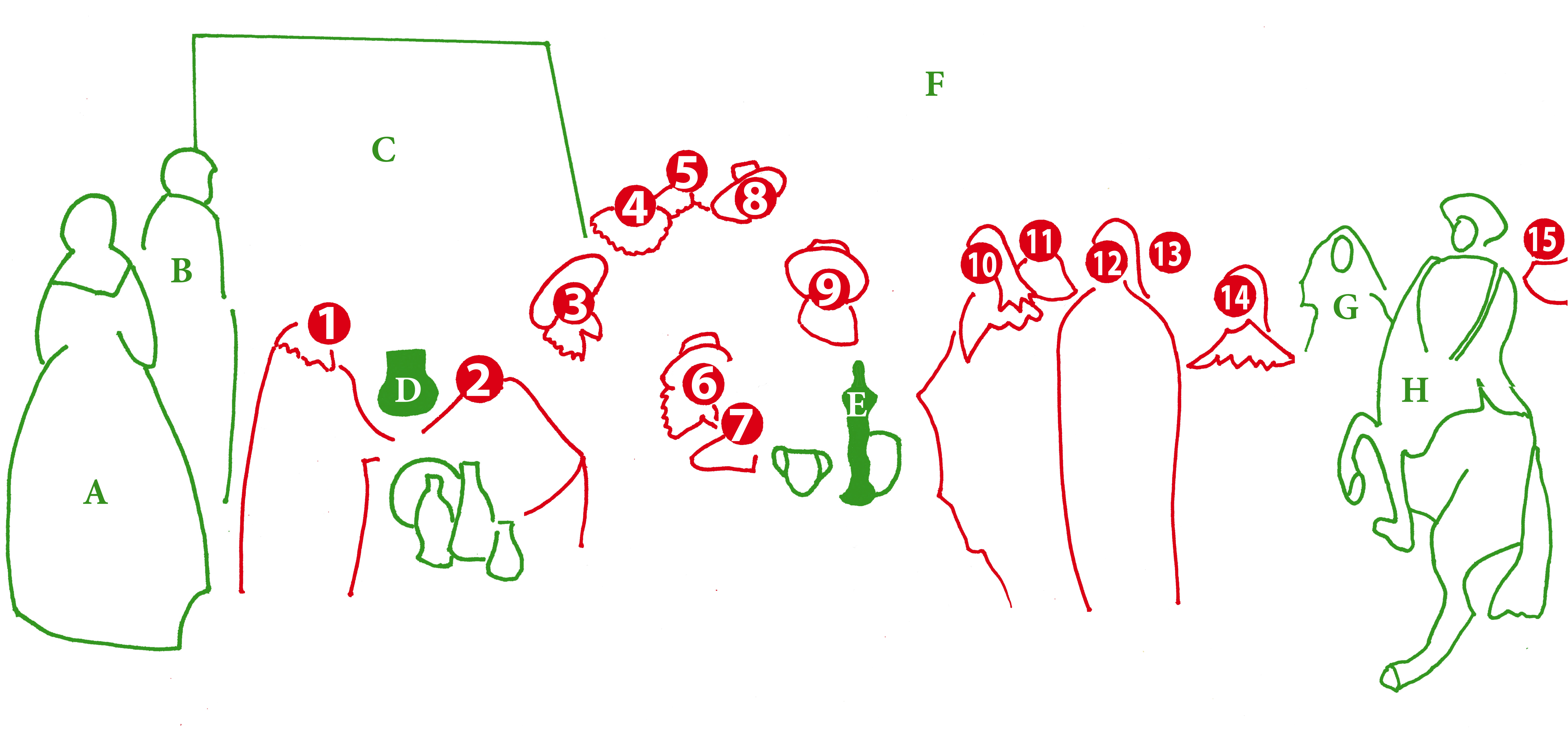
Schema zur Erläuterung des Bildinhaltes

Das Gemälde stellt die Huldigung der Bürger der Neustadt Hanau gegenüber ihrem Landesherrn, Philipp Ludwig II. Graf von Hanau-Münzenberg, dar. Das Gemälde zitiert aus einer Reihe von Gemälden des 17. Jahrhunderts, die Reinhold Ewald imponierten und die er wie in einer Kollage zusammen- und eingefügt hat.
Die Komposition des Gemäldes besteht im Wesentlichen aus zwei Personengruppen: Links die Vertreter der Neustadt Hanau, rechts der Graf mit seiner Gattin, Prinzessin Katharina Belgia (1578–1648), und Mitgliedern seines Hofstaats. An beiden Rändern des Gemäldes gibt es darüber hinaus Figuren, die Reinhold Ewald Gemälden des 17. Jahrhunderts entnommen hat.
Die links positionierten Vertreter der Hanauer Neustadt überreichen dem Grafen den Ratspokal der Neustadt Hanau, der zwischen den beiden Gruppen auf einem Tisch steht. Die Vertreter der Hanauer Neustadt sind ähnlich dargestellt, wie das auf Gruppenporträts üblich war, mit denen Bürger im 17. Jahrhundert in den Niederlanden ihre Autonomie und ihren Bürgerstolz zum Ausdruck brachten und deren berühmteste Vertreterin Die Nachtwache von Rembrandt van Rijn ist. Die Hanauer Bürger sind mit schwarzen Umhängen und davon abgesetzten weißen Spitzenkragen bekleidet, ähnlich wie sich Mitglieder niederländischer Korporation im 17. Jahrhundert darstellen ließen.
Das rechts dieser Gruppe positionierte Grafenpaar ist dagegen in glänzende, leuchtende Stoffe gekleidet. Es geht an der Spitze seines Hofstaats auf die Gruppe der Bürger zu.
Darüber hinaus enthält das Bild eine Reihe von Verweisen auf die Bedeutung der Immigranten und Bürger der Neustadt Hanau für die weitere Entwicklung der Stadt: Eine hinter der Bürgergruppe stehende Leinwand mit einem Gemälde – vielleicht auch ein Gobelin – soll das von ihnen mitgebrachte Textilgewerbe symbolisieren und die dort angedeutete Figurenszene an Paul Cézanne erinnern. Ein Fayencegefäß und moderne Keramik stehen auf einem Tisch in der Gruppe der Hanauer Bürger und sind ein Hinweis auf die 1661 gegründete Hanauer Fayencemanufaktur. Auf dem gleichen Tisch steht auch eine goldene Kanne, die zusammen mit dem Ratspokal und weiteren neben dem Pokal stehenden Silbergefäßen ein Hinweis auf die von den Immigranten in Hanau eingeführte Edelmetallindustrie ist.
Mit den randlich dargestellten Figuren, dem Hintergrund und der Komposition insgesamt bezog sich Reinhold Ewald auf folgende Werke:
- Hugo Vogel, Empfang der Refugies durch den Großen Kurfürsten im Potsdamer Schloss, 1885[Anm. 2][6]
- Konstantin Cretius, Empfang der Salzburger Protestanten durch König Friedrich Wilhelm I. in Berlin am Leipziger Tor am 30. April 1732, ca. 1860[Anm. 3][6]
- Links, Frau in Rückenansicht: Gerard ter Borch, Galante Konversation, früher: Die väterliche Ermahnung, 1654/55.[Anm. 4][2]
- Rechts, Reiterfigur: Diego Velázquez: Reiterbildnis des Grafen-Herzogs von Olivares, 1636[Anm. 5][6]
- Rechts, Militär hinter der Gruppe mit dem Hofstaat: Anthony van Dyck: Bildnis eines Geharnischten mit roter Armbinde, um 1625/27[Anm. 6][6]
- Der Horizont des Gemäldes zeigt ein Meer und verweist so zum einen auf die Herkunft eines Teils der Emigranten aus den Spanischen Niederlanden wie auch auf die Fernhandelsbeziehungen der Neustadt Hanau. Vorlage soll hier ein Gemälde von Claude Lorrain gewesen sein, Blick auf einen Hafen mit Kapitol, 1636[Anm. 7][4]

#### Ebene 20. Jahrhundert
Während in Gruppenporträts sowohl des Barock als auch im 20. Jahrhundert in der Regel weiße Männer mit hohem Sozialstatus dargestellt werden, integriert Reinhold Ewald in die Komposition auch fünf Frauen.
Die dargestellten Personen tragen zwar die Tracht des 17. Jahrhunderts, ihre Gesichter sind aber überwiegend Porträts aus der Hanauer Gesellschaft der 1950er Jahre.
| Position | Ebene 17. Jh.                                                    | Ebene 20. Jh.                                                                 | symbolisiert                  |
| -------- | ---------------------------------------------------------------- | ----------------------------------------------------------------------------- | ----------------------------- |
| 1        | Bürger der Neustadt                                              | Hans Kargl (1884–1960) Kulturdezernent (1848–1954)                            |                               |
| 2        |                                                                  | unbekannt                                                                     |                               |
| 3        | Bürger der Neustadt                                              | Wilhelm Geibel (1901–1964) Malermeister                                       |                               |
| 4        | Bürger der Neustadt                                              | Karl Rehbein (1885–1956) Oberbürgermeister von Hanau (1946–1956)              |                               |
| 5        | Bürger der Neustadt                                              | Hans Pätzold (* 1925) Mitarbeiter des Stadtplanungs- und Hochbauamtes         |                               |
| 6        | Bürger der Neustadt                                              | Heinrich Rink (1909–1989) Mitarbeiter des Stadtplanungs- und Hochbauamtes     |                               |
| 7        |                                                                  | unbekannt                                                                     |                               |
| 8        | Bürger der Neustadt                                              | unbekannt                                                                     |                               |
| 9        | Bürger der Neustadt                                              | Herbert Göhlert (1907–2004) Mitarbeiter des Stadtplanungs- und Hochbauamtes   |                               |
| 10       | Philipp Ludwig II., Graf von Hanau-Münzenberg                    | Fritz Lohrey (?–2014)                                                         |                               |
| 11       | Mitglied des Hofstaats                                           | Hermann Krause (1908–1988) Bürgermeister und Kämmerer (1946–1966)             |                               |
| 12       | Katharina Belgia Gräfin von Hanau-Münzenberg                     | Mia Albach (1913–1973) Haushälterin von Reinhold Ewald                        |                               |
| 13       | Mitglied des Hofstaats                                           | Bertel Ewald Ehefrau von Reinhold Ewald                                       |                               |
| 14       | Mitglied des Hofstaats                                           | Louis Wahn (1896–1976), ein Freund des Malers                                 |                               |
| 15       | Zuschauer                                                        | Bernhard Oehmichen (1901–1970) Direktor der Zeichenakademie Hanau (1950–1967) |                               |
| A        | Gerard ter Borch, Galante Konversation                           |                                                                               | künstlerisches Zitat          |
| B        | unbekannt                                                        |                                                                               |                               |
| C        | Leinwand mit einem Gemälde oder Gobelin                          |                                                                               | Textilgewerbe                 |
| D        | Fayence-Gefäß                                                    |                                                                               | Hanauer Fayence               |
| E        | Ratspokal der Neustadt Hanau                                     |                                                                               | Gold- und Silberschmiedekunst |
| F        | Claude Lorrain, Blick auf einen Hafen mit Kapitol                |                                                                               | künstlerisches Zitat          |
| G        | Anthony van Dyck: Bildnis eines Geharnischten mit roter Armbinde |                                                                               | künstlerisches Zitat          |
| H        | Diego Velázquez: Reiterbildnis des Grafen-Herzogs von Olivares   |                                                                               | künstlerisches Zitat          |